# Game Change (Buch)
Game Change: Obama and the Clintons, McCain and Palin, and the Race of a Lifetime ist ein Buch der US-amerikanischen politischen Journalisten John Heilemann und Mark Halperin über die US-Präsidentschaftswahl 2008. Veröffentlicht wurde es am 11. Januar 2010, im Vereinigten Königreich wurde es unter dem Titel Race of a Lifetime: How Obama Won the White House veröffentlicht. Das Buch basiert auf Interviews mit mehr als 300 Personen, die an der Kampagne beteiligt gewesen sind. Das Buch beschreibt die außereheliche Affäre des demokratischen Kandidaten John Edwards, die Beziehung zwischen Barack Obama und seinem running mate Joe Biden, das Scheitern des Kandidaten Rudy Giuliani und die Kandidatur Sarah Palins.
Das Buch ist in drei Teile unterteilt: Teil 1 (14 Kapitel) über die demokratischen Primarys, das Duell Obama gegen Clinton und die Affäre Edwards. Teil 2 (drei Kapitel) über die republikanischen Primarys. Teil 3 (sechs Kapitel) beschreibt das Duell zwischen Obama und John McCain.

## Buch
Game Change enthält mehrere neue Aussagen über die Wahlkampagne 2008, die der Öffentlichkeit bislang unbekannt waren. Es wurde erläutert, dass die Mehrheitsführer im Senat Harry Reid und Senator Chuck Schumer privat Barack Obama im Herbst 2006 dazu aufgefordert hatten, für die Präsidentschaft zu kandidieren, in der Hoffnung, dass sie die demokratische Basis in Bewegung versetzen würde und die Chancen der Partei zu verbessern, die Präsidentschaft zu gewinnen. Das Buch beschreibt auch detailliert eine einstündiges Treffen zwischen Hillary Clinton und Mark Penn, während der Clinton Obama beschuldigte, „die Rassenkarte zu spielen“ und Leute nach Iowa zu importieren, um seine Chancen bei der Primary zu verbessern. Das Buch behauptet auch, dass Hillary Clinton eine größere Sache aus Obamas Drogenkonsum machen wollte, aber von ihrem Stab davon abgebracht wurde. Sie soll auch gesagt haben: „Ich hasse die Wahl, die das Land treffen muss. Ich glaube das ist eine schreckliche Wahl.“
Heilemann und Halperin schreiben in Game Change, dass Clinton in das 2004 Präsidentschafts-Rennen hatte einsteigen wollen und dass sie sehr gute Umfragewerte hatte. Dazu aufgefordert wurde sie von ihrem Mann, dem ehemaligen Präsidenten Bill Clinton, aber ihre Tochter Chelsea Clinton riet ihr davon ab. Hillary Clinton war auch dagegen, da sie bei der Wahl zur Senatorin ihren Wählern versprochen hatte, die vollständige Amtszeit zu bleiben. Einige Berater Hillary Clintons sollen auch davon ausgegangen sein, dass Bill Clinton eine Affäre gehabt habe. Im Buch wurden hierzu aber keine weiteren Einzelheiten preisgegeben.
 Game Change  enthält auch Details von John Edwards Affäre mit Rielle Hunter und seinen Umgang mit ihr, bevor sie der Öffentlichkeit zugänglich gemacht wurde. Dem Buch zufolge, wies Edwards wütend Anfragen seiner Berater ab, sich von Hunter zu distanzieren. Das Buch beschreibt auch in einer gewissen Tiefe, Sarah Palins Rolle in John McCains Wahlkampagne. Als Reaktion auf Bedenken, dass Palin depressiv und ihr Lernerfolg beim Diskussionstraining unterdurchschnittlich sei, soll McCain vorgeschlagen haben, das Diskussionstraining für Palin von Philadelphia nach Sedona, Arizona, zu verlegen, um Palin eine größere räumliche Nähe zu ihrer Familie zu ermöglichen. McCains Helfer waren Berichten zufolge auch besorgt über Palins komplettes Versagen, grundlegende Daten und allgemeine Wissensinhalte vor ihren ABC-News-Interviews mit Charles Gibson zu verinnerlichen. Dies bezog sich u. a. auch auf das Faktum, dass es sich bei Nordkorea und Südkorea um zwei verschiedene Staaten handle. Sie glaubte auch angeblich, dass der irakische Diktator Saddam Hussein für die Terroranschlägen vom 11. September 2001 verantwortlich gewesen sei
Das Buch endet mit Obamas Sieg bei der Präsidentschaftswahl und das von Clinton angenommene Angebot seinerseits als Außenministerin seiner Regierung zu fungieren. Später übernimmt Senator John Kerry das Amt.

## Reaktion
Harry Reid wurde wegen Bemerkungen über Barack Obama kritisiert, die erst durch das Buch an die Öffentlichkeit gelangten. Er habe Obama Chancen ausgesprochen, weil dieser trotz seiner väterlicherseits schwarzafrikanischen Abstammung relativ hellen Hauttyps sei und keinen „Negerdialekt“ habe, es sei denn, er wollte es. Reid entschuldigte sich später und Barack Obama akzeptierte diese Entschuldigung.
Der Nationale republikanische Senats-Vorsitzende John Cornyn, der Republikanische Vorsitzende des National Committee Michael Steele, der Minderheitsführer im Senat Mitch McConnell und der Senator Minority Whip Jon Kyl forderten Reid nach Bekanntwerden seiner Äußerungen zum Rücktritt von seinem Amt als Mehrheitsführer auf Reid wurde wiedergewählt
Bill Clinton soll versucht haben, Ted Kennedy dazu zu überreden, Obama nicht zu unterstützen, sondern seine Frau, Hillary Clinton. Clinton soll Kennedy gesagt haben vor ein paar Jahren hätte ein Typ wie der uns Kaffee gebracht. Für diese Aussage gibt es keinen Beweis. Kennedy gab seine Unterstützung für Obama bekannt. Reverend Al Sharpton bezeichnet diese angebliche Aussage als verstörend und schlimmer als die von Reid.
Kritiker bemängelten an dem Buch, das Fehlen von Quellenangaben. Dieser Ansatz folgte dem, den Bob Woodward in seinen Büchern verfolgt. Ein Lehrer am Poynter Institute, der sich mit journalistischer Ethik befasst, sagte, dass die Gefahr dieser Methode sei, dass sich der Autor jeglicher Verantwortung entziehe.
Michiko Kakutani von der The New York Times schrieb über die Autoren von Game Change "sie servieren ein würziges Sammelsurium von Beobachtungen, Offenbarungen und Behauptungen – einige, die auf beeindruckender Schufterei und Zugang basieren, einige, die einfach Gerüchte und Geflüster aus der Wahlkampagne zusammenfassen, und einige, die schwer unabhängig zu überprüfen sind da sie auf die ungenannte Quellen zurückgreifen"" Kakutani und Marc Ambinder von The Atlantic schrieben beide, das Buch gleite in den Klatsch ab. Die Autoren wehrten sich gegen die Vorwürfe und behaupteten akkurat gearbeitet zu haben.
Sarah Palin kritisierte Heilemann und Halperin für die Art, wie Game Change ihre Kandidatur beschreibe. Meghan Stapleton, Palin Sprecherin, behauptete, dass Palins Autobiographie Going Rogue: An American Life faktenbasierter sei. Jay Carney, Pressesekretär des Weißen Hauses, kritisierte das Buch, nannte aber keine konkreten Stellen.

## Ausgabe
- John Heilemann und Mark Halperin: Game Change: Obama and the Clintons, McCain and Palin, and the Race of a Lifetime. HarperCollins, Pymble, NSW; New York, NY 2010, ISBN 978-0-06-196620-0.

## Filmadaption
HBO Films produzierte den Film Game Change – Der Sarah-Palin-Effekt, den Jay Roach inszenierte. Der Film gewann zahlreiche Filmpreise. Im Wesentlichen beschäftigt sich der Film mit Sarah Palin, die von Julianne Moore dargestellt wird.